# Ominelita
L'ominelita és un mineral de la classe dels silicats. Va ser descoberta l'any 1999 al mont Ōmine, Yoshino-gun, Prefectura de Nara, Japó i va rebre el seu nom l'any 2002 per part de Yoshikuni Hiroi et al. en honor del mont Ōmine, la seva localitat tipus.

## Característiques
L'ominelita és un nesosilicat de fórmula química Fe2+Al₃O₂(SiO₄)(BO₃) segons l'IMA. Cristal·litza en el sistema ortoròmbic. És de color blau i la seva duresa a l'escala de Mohs és 7. A part dels elements de la seva fórmula pot contenir impureses de ferro (III) i magnesi.
Segons la classificació de Nickel-Strunz, l'ominelita pertany a «09.AJ: Estructures de nesosilicats (tetraedres aïllats), amb triangles de BO₃ i/o B[4], tetraèdres de Be[4], compartint vèrtex amb SiO₄» juntament amb els següents minerals: grandidierita, dumortierita, holtita, magnesiodumortierita, garrelsita, bakerita, datolita, gadolinita-(Ce), gadolinita-(Y), hingganita-(Ce), hingganita-(Y), hingganita-(Yb), homilita, melanocerita-(Ce), minasgeraisita-(Y), calcibeborosilita-(Y), stillwellita-(Ce), cappelenita-(Y), okanoganita-(Y), vicanita-(Ce), hundholmenita-(Y), prosxenkoïta-(Y) i jadarita.

## Formació i jaciments
L'ominelita apareix en granits porfirítics d'alúmina de l'edat del Miocè en associació amb la sekaninaïta.
Ha estat trobada al mont Ōmine, Yoshino-gun, Prefectura de Nara, Japó; Flatestøl, Rogaland, a Noruega i Žďár nad Sázavou, Vysočina, Moràvia a la República Txeca.